# Société de construction des Batignolles
Die Société de construction des Batignolles, abgekürzt SCB, war ein 1871 gegründetes französisches Unternehmen, das im Lokomotivbau, im Stahlbau und im Ingenieurbau im Allgemeinen tätig war. Es wurde 1968 mit dem Industriedienstleister Spie zum Baukonzern Spie Batignolles fusioniert.

## Geschichte
Das Unternehmen wurde am 18. Februar 1846 von Ernest Goüin als Kommanditgesellschaft mit dem Namen Établissements Ernest Goüin et Cie. und Firmensitz in Paris gegründet. Das Werksgelände⊙ befand sich in Paris im Norden des 17. Arrondissement in der Nähe von Porte de Clichy, wo es sich im Rechteck zwischen der Avenue de Clichy, der Rue Boulay, der Rue de la Jonquière und der Rue Émile Level befand.
Ernest Goüin baute anfänglich Lokomotiven für die französischen Eisenbahngesellschaften, diversifizierte aber in den Bereich des Brückenbaus und der Spinnmaschinen für die Textilindustrie als die Nachfrage nach Lokomotiven in den 1850er-Jahren zurückging. Ernest Goüin baute 1852 die Eisenbahnbrücke Asnières als erste schmiedeeiserne Brücke Frankreichs. Weiter übernahm Ernest Goüin eine Werft in Nantes, um die Nachfrageschwankungen im Lokomotivbau besser ausgleichen zu können. Das Unternehmen wandte sich vermehrt dem Ausland zuwandte, wo sich neue Kunden im Mittelmeerraum, in Mitteleuropa und in Russland fanden.
Auf den 1. Januar 1872 wurde das Unternehmen in eine Aktiengesellschaft umgewandelt, was den Zugang zum Kapitalmarkt erleichterte. Die Aktiengesellschaft wurde nach dem Quartier des Unternehmenssitzes in Société de Construction des Batignolles (SCB) benannt.

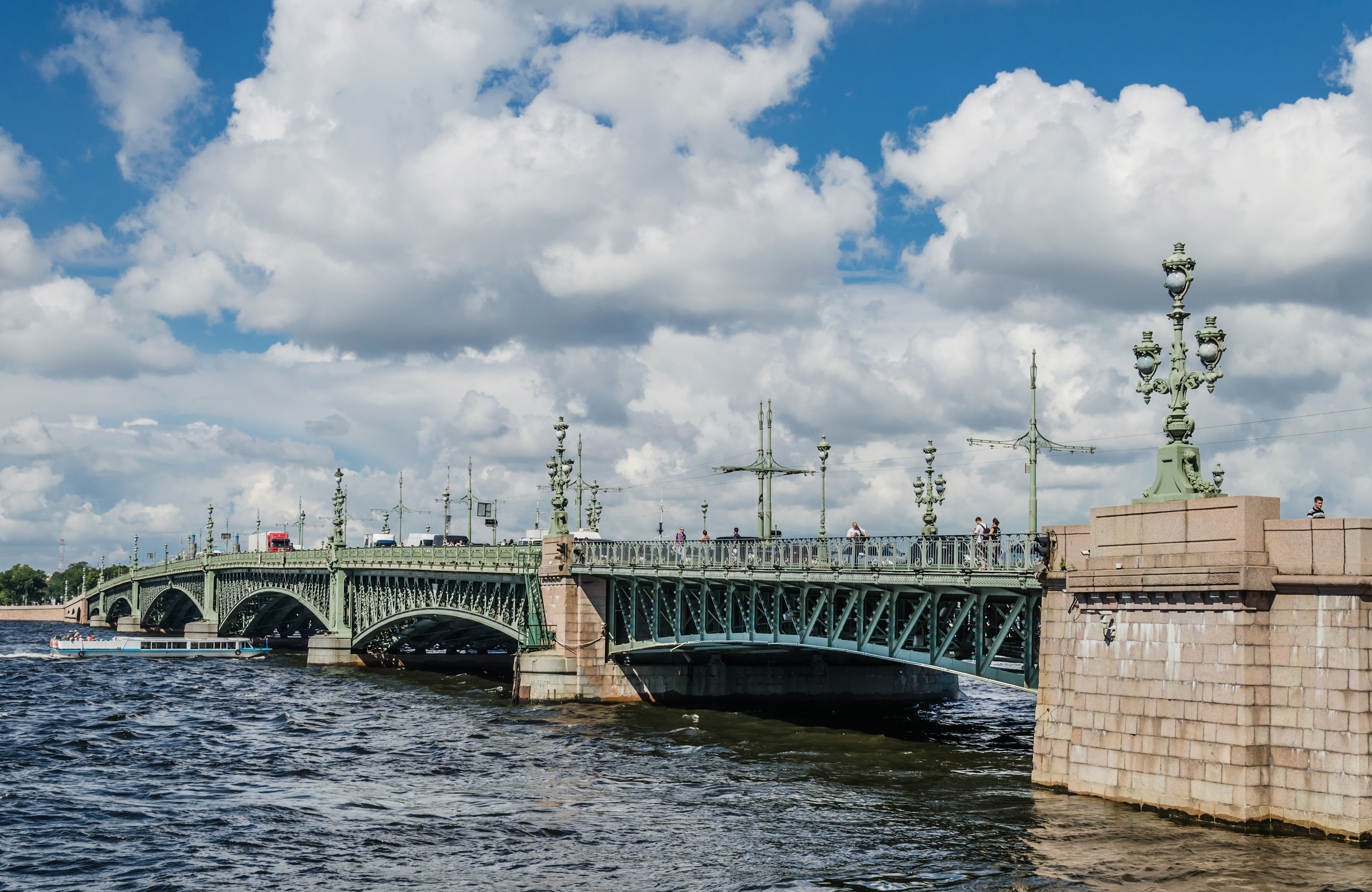
Von SCB 1903 fertiggestellte Troizki-Brücke in Sankt Petersburg.

In den 1880er-Jahren waren die meisten Bahnen in West- und Mitteleuropa gebaut, sodass sich die Tätigkeit der SCB zuerst in die französischen Kolonien, dann abermals nach Russland, aber auch nach Lateinamerika und China verlagerte. Das Unternehmen wuchs auch nach dem Tod des Firmengründers im Jahre 1885 und wurde zum größten Tiefbauunternehmen Frankreichs, das seinen Umsatz vor allem mit dem Bau von Bahnstrecken und Hafenanlagen erwirtschaftete. Brückenbau, Lokomotivbau und Maschinenbau waren nur noch sehr kleine Anteile, profitierten aber von den anderen Tätigkeiten. Für die gebauten Hafenanlagen wurden Schwimmbagger benötigt, die in der eigenen Werft in Nantes gebaut wurden. Bis zum Ersten Weltkrieg wuchs Batignolles zu einem Konzern mit 15 großen Tochtergesellschaften, welche die lokalen Märkte bearbeiteten. Gut die Hälfte der Tochtergesellschaften waren Bahngesellschaften.

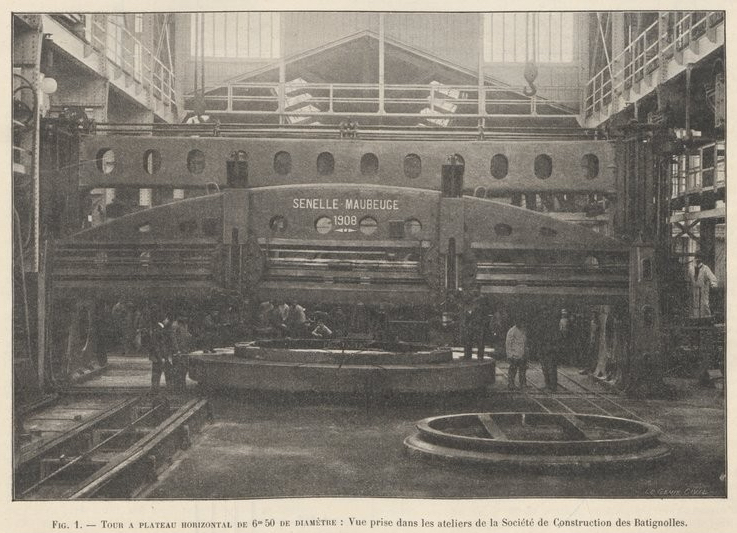
Karusselldrehmaschine im Batignolles-Werk in Paris

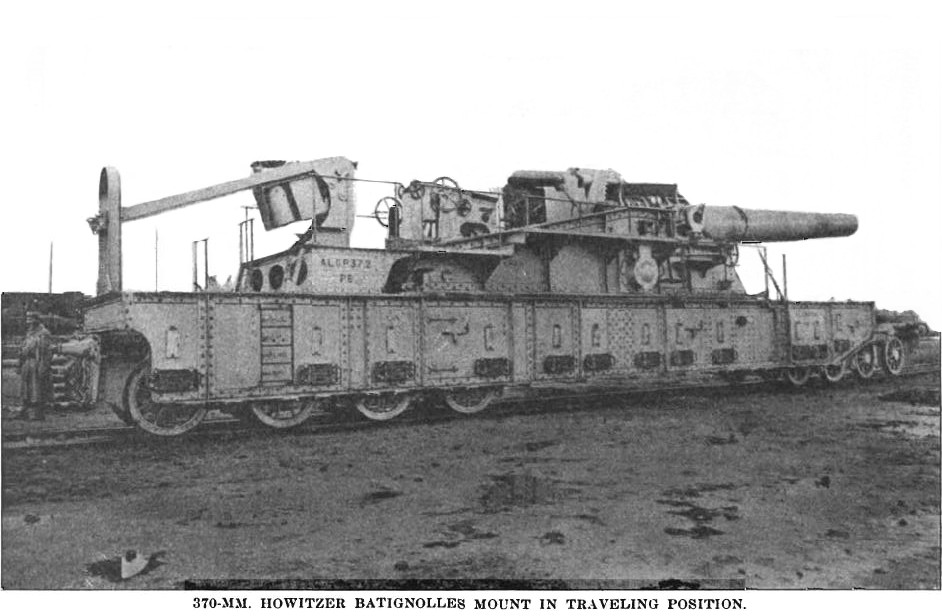
Auf Bahnlafette von SCB montierte Küstenkanone, die als Haubitze diente

Während des Ersten Weltkriegs wurden Rüstungsgüter in großen Mengen hergestellt, was für das Unternehmen gute Gewinne abwarf.
1917 gründete SCB zusammen mit der Stahl- und Bergbauunternehmen Compagnie des forges de Châtillon-Commentry et Neuves-Maisons die Compagnie générale de Construction de locomotives (Batignolles-Châtillon) (LBC), meist nur Batignolles-Châtillon genannt. Dieses Unternehmen kaufte von der Stadt Nantes einen Landsitz, der zwischen der Straße nach Paris und der Bahnstrecke Nantes–Châteaubriant lag. Das Schloss, das sich auf dem Anwesen befand, wurde abgebrochen und die Gemüsebauern, welche das Land bewirtschafteten, enteignet. Auf dem Gelände wurde auf dem 200.000 m² großen Gelände Fabrikhallen mit einer Grundfläche von 16.500 m² errichtet, die mit 7 km Gleisen erschlossen waren. Die Produktion wurde im Oktober 1920 aufgenommen.
Nach dem Ersten Weltkrieg waren die Bedingungen aufgrund der langen Depression schlecht. Im Jahre 1926 wurde das veraltete Werk in Paris geschlossen, die SCB übergab den Kundenstamm, die Patente und die Zeichnungen für den Bau von Lokomotiven an Batignolles-Châtillon und wendete sich gänzlich dem Akquirieren von Großaufträgen aus dem Bereich des Ingenieurbaus und deren Finanzierung zu. Die Ausführung der Aufträge wurden an Subunternehmer vergeben. Es begann ein langsamer Niedergang des Unternehmens, der sich auch nach dem Zweiten Weltkrieg fortsetzen sollte. 1953 kam SCB unter die Verwaltung der belgische Groupe Empain. Bei dieser Gelegenheit kaufte die Compagnie générale d'électricité (CGE) 20 % der SCB, indem sie das Aktienpaket übernahm, das sich bis dato immer noch im Besitz der Gründerfamilie Goüin befand. 1968 führten die Schwierigkeiten der SCB dazu, dass die Schneider-Gruppe, die aus der Groupe Empain hervorgegangen war, die SCB mit der ebenfalls in ihrem Besitzt befindlichen Société Parisienne d'Industrie Electrique (SPIE) fusionieren ließ, was das Ende der selbständigen SCB bedeutete.

## Liste von Tochtergesellschaften und Beteiligungen
Ende 1913 wurden die folgenden Gesellschaften aufgeführt, die entweder große Tochtergesellschaften der SCB waren oder an denen SCB wesentliche Beteiligungen hielt:
- Compagnie des chemins de fer Bône-Guelma, die in Algerien und Tunesien Bahnstrecken baute und betrieb, aufgelöst 1923
- Compagnie du chemin de fer de Dakar à Saint-Louis, die im heutigen Senegal ein Bahnnetz aufbaute und betrieb, die erste Strecke war Dakar–Saint-Louis
- Chemin de Fer Moudania Brousse (CFMB), welche am Marmarameer die Bahnstrecke von Mudanya nach Bursa baute. Die Strecke wurde 1932 von der TCDD übernommen wurden
- Compagnie des chemins de fer départementaux des Bouches-du-Rhône, die ein Netzwerk von Nebenbahnen im Gebiet der Rhônemündung betrieb, aufgelöst 1908
- Compagnie des Tramways des Vosges (CTV), welche die Bahnstrecke Remiremont–Gérardmer betrieb
- Compagnie française des chemins de fer de l'Indochine et du Yunnan (CIY) zum Bau des in China gelegenen Abschnittes der Yunnan-Bahnen
- Compagnie suisse du chemin de fer de la Furka zum Bau der Furka-Oberalp-Bahn in der Schweiz
- Societe du Canal de Pierrelatte, die im Rhonetal einen Bewässerungskanal bei Pierrelatte betrieb
- Société des chemins de fer helléniques zum Bau der Bahnstrecke von Piräus an die Grenze des Osmanischen Reichs
- Societé de Construction du Port de Pernambuco, die mit dem Bau der Hafenanlagen von Recife beauftragt wurden
- Société d’Études des Chemins de fer en Chine für den Bau der Bahnstrecke Peking–Wuhan
- Société d'Étude des Travaux Publics au Maroc für Infrastrukturbauten in Marokko
- Société d'exploitation des chemins de fer en Corrèze für den Bau der schmalspurigen Chemin de fer du PO-Corrèze im Südwesten Frankreichs
- Société française d'entreprises au Brésil für Infrastrukturbauten in Brasilien
- Société des travaux pour l'Étranger für Infrastrukturbauten außerhalb Frankreichs